# Паласио де лас Дуењас
Паласио де лас Дуењас је палата у Севиљи, Шпанија, која тренутно припада кући Алба. Изграђена је крајем 15. века у ренесансном стилу под готским и маурским утицајем. Палата је један од главних историјских домова у граду пуном архитектонског и уметничког наслеђа. Овде је рођен песник Антонио Макадо, као и Карлос Фалко, Маркез де Грињон и Маркез де Кастелмонкајо. 5. октобра 2011, овде се удала Кајетана Фиц-Џејмс Стуарт, 18. војвоткиња од Албе. Постао је национални споменик, сада „Бјен де Интерес Културал“, 3. јуна 1931. године.
Промотер њеног отварања туристичким посетама (2016) су садашњи војвода од Албе, Д. Карлос Фиц-Џејмс Стуарт и Мартинез де Ирујо. Данас је једна од најпосећенијих споменика у Севиљи.

## Историја
Палата је саграђена крајем 15. века, у доба снажне економије на том подручју, која је обухватала изградњу Алказар Реала и Каса де Пилатос. Изградила га је породица Пинеда, лорди од Казабермеје. Године 1496., Педро Пинеда, градоначелник градског већа и његова супруга, Дона Марија де Монсалве, продали су своју кућу Дони Каталини де Рибера, удовици гувернера Дон Педра Енрикеза, да би сакупили новац за откупнину Дона Жуана де Пинеда, којег су заробили Маври. Након тога догодио се низ експанзија, касније формирајући ренесансну палату под покровитељством Фернанда Енрикеја де Рибера и Кињонес и његове удовице Дона Инес Портокареро и Карденас.
Зграда је постала власништво куће Алба након брака Марионете од 5. Маркионес од Вилануева дел Рио са 4. војводом Албе. Једно време била је резиденција лорда Холанда, ватреног обожаватеља шпанске књижевности и аутора (1805) мемоара о Лопе де Веги и Гилен де Кастру. Макадо је живео у палати током свог раног детињства, његов отац био је чувар војводе од Албе. Име палате потиче од манастира Санта Марија де лас Дуењас, који је 1248. био познат као дом сестара и слуга Светог Фердинанда и Алфонса X Ученог. Манастир је био на периферији палате, а уништен је 1868. Палата је претрпела значајне обнове у 18. и 19. веку.

## Архитектура
Палата се састоји од низа дворишта и зграда. Стил се креће од готичке уметности Мавра до ренесансе, а локални утицаји се виде у циглама, плочицама, побељеним зидовима и керамичким посудама. Његов мешовити стил подсећа на Касу де Пилатос и Касу де лос Пинело.

### Ентеријер
Палата је опремљена дугим пролазима. Као и Каса де Пилатос, степениште ове палате било је изграђено испод сводованог крова. На задњем спрату палате налази се соба чији је плафон октагоналног облика и украшен је златом алфарје.

### Екстеријер
Улазна врата су у мудејар стилу. Палата је била опремљена са једанаест дворишта, девет фонтана и преко 100 мермерних стубова. Од њих остаје један поплочани део, окружен галеријом са стубовима. Андалузијски поплочани део дворишта, сличан оном у Каси де Пилатос, доминира спољашњим делом објекта. На улазу у палату, у главном луку, налази се штит војводства Алба у плочицама, који је направила Триана из Севиље у 17. или 18. веку. Вртови такође имају веома значајне ретке врсте (једна од најстаријих цикас револута на свету, Касин Ориенталис итд). Његова сјајна фасада од бугенвилије представља једну од икона палате.
| Оригинална плоча | Енглески превод | Српски превод |
| --- | --- | --- |
| El poeta Antonio Machado nació en esta casa en julio de mccmlxxv No la ha olvidado en sus versos: Esta luz de Sevilla ... es el palacio donde nací con su rumor de fuente. Mi infancia son recuerdos de un patio y un huerto claro donde madura el limonero | The poet Antonio Machado was born in this house in July of mccmlxxv He has not forgotten it in his verses: This light of Seville ... is the palace where I was born with his rumor of fountain. My childhood are memories of a patio and a bright potager where the lemon tree ripens | Песник Антонио Макадо је рођен у овој кући у јулу mccmlxxv Није је заборавио у својим стиховима: Ова светлост Севиље ... је палата где сам ја рођен са његовом гласином о фонтани. Моје детињство су сећања на поплочано двориште и светли повртњак где дрво лимуна зри |

## Земљиште и капела
Дворишни врт, подељен на четири дела у складу са својим традиционалним исламским стилом, садржи поплочане стазе и централизовану подигнуту фонтану. Дрвеће лимуна и фонтана у дворишту врта су често поменути симболи у Макадовој поезији. Иза врта је двориште окружено луковима са стубовима од белог мермера. Лук смештен западно од дворишта у доњим галеријама пружа приступ згради која је служила као капела палата. Капела из 15. века лоше је прошла током рестаурација. Олтар капеле садржи неколико плочица са металним рефлексијама, типичне за севиљску керамику из 16. века.
Такође се каже да се Америго Веспучи оженио Маријом Церезо у овој капели на почетку 16. века.

## Колекције
Једна од његових главних атракција је велика, декоративна уметничка колекција која садржи 1.425 предмета. Према листу Ел Паис ови предмети су заштићени андалузијским законом, забрањујући њихову продају и чувајући своје место у палати. Постоји велика колекција шпанских слика из 19. и 20. века, укључујући радове Жакопа Басано (Лос какарерос), Софонизбе Ангвисола, Анибале Карачи, Франческа Фурини (Ла креацион де Ева), Луке Ђордано, Ђованија Паоло Панини, Хосеа де Рибера (Кристо коронадо де еспинас), Франциска Антолинез, Жоакин Инза и Нери ди Бици. Ту је и акварел Џеклин Кенеди, осликан током њене посете 1960. године, када је боравила у спаваћој соби коју је некада користила француска царица Еужени де Монтижо. Слике представљају само мали део уметничких дела породице, од којих се већина налази у мадридској палати Лирија. Паласио де лас Дуењас такође поседује значајну колекцију античког намештаја, керамике и других предмета. Декоративне уметности, скулптура древног Рима и савремене државе (Мариано Бенлуире), фламански таписери шеснаестог и седамнаестог (Вилјем де Пенмејкер), мозаици и многа друга дела.